# Hemimyzon taitungensis
Hemimyzon taitungensis es una especie de peces de la familia Balitoridae en el orden de los Cypriniformes.

## Morfología
- Los machos pueden llegar alcanzar los 10 cm de longitud total.[2]

## Hábitat
Es un pez de agua dulce.

## Distribución geográfica
Se encuentra en Taiwán.